# 驯乐苗族乡
驯乐苗族乡是中华人民共和国广西壮族自治区河池市环江毛南族自治县下辖的一个民族乡。

## 行政区划
驯乐苗族乡下辖以下村级行政区划单位：
福寿社区、平治社区、朝阳社区、下金社区、机运社区、平莫村、太平村、全安村、长北村、山岗村、镇北村、康宁村、顺宁村、北山村和大吉村。